# Vladimir Maj-Majevskij
Vladimir Zenonovič Maj-Majevskij (rusky Владимир Зенонович Май-Маевский; 15. záříjul./ 27. září 1867greg. – 30. listopadu 1920) byl ruský generál a jeden z vůdců bělogvardějců během občanské války.

## Životopis
Maj-Majevskij se narodil do rodiny nižší šlechty v Mohylevské gubernii v dnešním Bělorusku. V roce 1885 vstoupil do armády, v roce 1888 absolvoval Nikolajevskou vojenskou školu. Vyšel z ní jako nadporučík.
Během rusko-japonské války byl povýšen do hodnosti plukovníka a velel 1. gardovému sboru, kterému velel do první světové války, kdy byl povýšen na generálmajora. Během války mu byly uděleny dva řády svatého Jiří.
Po říjnové revoluci uprchl k Donu, kde se spolu s Michailem Drozdovským přidal k bílým silám. Dne 23. května 1919 byl jmenován vrchním velitelem armády dobrovolníků v Charkově. Jeho síly postupovaly na Kyjev, Orel a Voroněž, ale byly několikrát poraženy, což vedlo ke zhoršení Maj-Majevského alkoholismu. Nakonec ho generál Děnikin pro nezpůsobilost zbavil velení a nahradil ho generálem Wrangelem.
V roce 1920 velel jednotkám při posledních fázích obrany Krymu. Kolem jeho smrti se vedou dodnes spory. Existují teorie, že byl zastřelen při evakuaci zbývajícího vojska bílých do Istanbulu v listopadu 1920 nebo že zemřel na infarkt v místní nemocnici či při cestě na loď. Místo hrobu není známo.